# Љуково
Љуково је насеље у Србији у општини Инђија у Сремском округу. Према попису из 2022. било је 1383 становника.

## Историја места
Први помен села Љукова потиче из 1420. године. Касније је тај предео описиван као пустара, која је од 1718. године била део митровачког спахилука. У наредном периоду смењиваће се власници овог засеока, чији су житељи били смештени у скромним кућама за властелинске раднике. Три имућна карловчана закупиће га 1723. год. Крушедол ће га држати од 1725. год. а патријарх Арсеније IV препустиће га породици Пејачевић 1740. год. Историја развитка села у основном облику започиње после Првог светског рата, тачније 1922. године када се на просторе пустаре Љуково насељавају колонисти из Лике и Кордуна. За време Другог светског рата цело место било је расељено од стране усташа, да би по завршетку истог један део расељених се вратио на своја огњишта. Тада заправо почиње нагли пораст у броју становника, све до момента када место постаје посебан статистички округ, који ће временом, попримити особености приградског насеља суседне Инђије.
У селу постоји огранак Основне школе ,, Петар Кочић из Инђије, као и Културно уметничко друштво ,, Чигра, које је основано 2002. године и које броји 50 чланова, пре свега деце од 4 до 20 година, а која негују традицију и фолклорно благо нашег народа. Фудбалски клуб Љуково такмичи се у сремској лиги.
Храм Успења Пресвете Богородице је место богослужења у Љукову. Са изградњом истог започело се 1990. године на иницијативу протојереја- ставрофора Божидара Ћурчића, пароха у Инђији, а у сарадњи са мештанима и Димитријем Цреваром. Исте године, епископ сремски Господин Василије осветио је темеље храма, најављујући стварање црквене општине. Након смрти пароха, радове на изградњи храма преузео је на себе Грађевински одбор Црквене Општине Љуково.
Међутим, недуго после тога градилиште је запустело све до доласка јереја Боривоја Веселиновића, који је иначе и рођен у Љукову. Радови се настављају и храм се ставља под кров. Године 2000- те на иницијативу госпође Славице Вујошевић, која живи и ради у Бадену, Аустрија, прикупља се добровољни прилог како би се храм снабдео црквеним звонима. Иконостас у храму израдио је Драган Петровић из Београда, а осликао га је иконописац Раде Сарић 2015.
Наставак радова на храму настављен је 2012. године, доласком јереја Немање Мартиновића, када се приступило коначном завршетку храма у наредне две године. У том периоду је урађена фасада, замењени врата и прозори, уведено грејање, те се започело и са осликавањем целокупног храма руком Радета Сарића, децембара 2014, а уз благослов епископа сремског г. Василија. Живописање храма завршено је у јесен 2016. године. Истовремено се приступило и уређењу екстеријера, т.ј. порте храма која је најзад ограђена и уређена постављањем високог растиња, бехатона и траве.
У Љукову под покровитељством српске православне парохије и културно уметничког друштва се обележавају 28. јун Видовдан и 28. август Успење Пресвете Богородице, храмовна и сеоска слава пригодним духовним сабрањима, праћеним културно уметничким програмом, а уз присуство великог броја људи не само из Љукова, него и шире околине.

## Демографија
У насељу Љуково живи 1253 пунолетна становника, а просечна старост становништва износи 38,2 година (36,6 код мушкараца и 39,9 код жена). У насељу има 453 домаћинства, а просечан број чланова по домаћинству је 3,54.
Ово насеље је великим делом насељено Србима (према попису из 2002. године), а у последња три пописа, примећен је пораст у броју становника.
|  |

| Демографија | Демографија | Демографија |
| Година      | Становника  | Становника  |
| ----------- | ----------- | ----------- |
| 1948.       | 486         |             |
| 1953.       | 570         |             |
| 1961.       | 897         |             |
| 1971.       | 967         |             |
| 1981.       | 1.191       |             |
| 1991.       | 1.301       | 1.247       |
| 2002.       | 1.604       | 1.706       |

| Етнички састав према попису из 2002.‍ | Етнички састав према попису из 2002.‍ | Етнички састав према попису из 2002.‍ | Етнички састав према попису из 2002.‍ | Етнички састав према попису из 2002.‍ |
| ------------------------------------ | ------------------------------------ | ------------------------------------ | ------------------------------------ | ------------------------------------ |
|                                      |                                      |                                      |                                      |                                      |
| Срби                                 | Срби                                 |                                      | 1.522                                | 94,88%                               |
| Хрвати                               | Хрвати                               |                                      | 31                                   | 1,93%                                |
| Југословени                          | Југословени                          |                                      | 14                                   | 0,87%                                |
| Украјинци                            | Украјинци                            |                                      | 12                                   | 0,74%                                |
| Мађари                               | Мађари                               |                                      | 4                                    | 0,24%                                |
| Чеси                                 | Чеси                                 |                                      | 1                                    | 0,06%                                |
| Црногорци                            | Црногорци                            |                                      | 1                                    | 0,06%                                |
| Словенци                             | Словенци                             |                                      | 1                                    | 0,06%                                |
| Словаци                              | Словаци                              |                                      | 1                                    | 0,06%                                |
| непознато                            | непознато                            |                                      | 12                                   | 0,74%                                |

| \| \| м \| \| \| ж \| \| ? \| 3 \| \| \| 4 \| \| 80+ \| 7 \| \| \| 19 \| \| 75—79 \| 10 \| \| \| 30 \| \| 70—74 \| 27 \| \| \| 30 \| \| 65—69 \| 50 \| \| \| 54 \| \| 60—64 \| 48 \| \| \| 49 \| \| 55—59 \| 29 \| \| \| 35 \| \| 50—54 \| 55 \| \| \| 49 \| \| 45—49 \| 60 \| \| \| 58 \| \| 40—44 \| 71 \| \| \| 55 \| \| 35—39 \| 56 \| \| \| 72 \| \| 30—34 \| 66 \| \| \| 49 \| \| 25—29 \| 59 \| \| \| 57 \| \| 20—24 \| 54 \| \| \| 52 \| \| 15—19 \| 67 \| \| \| 50 \| \| 10—14 \| 55 \| \| \| 57 \| \| 5—9 \| 56 \| \| \| 45 \| \| 0—4 \| 37 \| \| \| 29 \| \| Просек : \| 36,6 \| \| \| 39,9 \| |      |  |  |      |
| |      |  |  |      |
| | м    |  |  | ж    |
| ? | 3    |  |  | 4    |
| 80+ | 7    |  |  | 19   |
| 75—79 | 10   |  |  | 30   |
| 70—74 | 27   |  |  | 30   |
| 65—69 | 50   |  |  | 54   |
| 60—64 | 48   |  |  | 49   |
| 55—59 | 29   |  |  | 35   |
| 50—54 | 55   |  |  | 49   |
| 45—49 | 60   |  |  | 58   |
| 40—44 | 71   |  |  | 55   |
| 35—39 | 56   |  |  | 72   |
| 30—34 | 66   |  |  | 49   |
| 25—29 | 59   |  |  | 57   |
| 20—24 | 54   |  |  | 52   |
| 15—19 | 67   |  |  | 50   |
| 10—14 | 55   |  |  | 57   |
| 5—9 | 56   |  |  | 45   |
| 0—4 | 37   |  |  | 29   |
| Просек : | 36,6 |  |  | 39,9 |

| Година пописа     | 1948. | 1953. | 1961. | 1971. | 1981. | 1991. | 2002. |
| ----------------- | ----- | ----- | ----- | ----- | ----- | ----- | ----- |
| Број домаћинстава | 101   | 131   | 232   | 254   | 315   | 370   | 453   |

| Број чланова      | 1  | 2  | 3  | 4   | 5  | 6  | 7 | 8 | 9 | 10 и више | Просек |
| ----------------- | -- | -- | -- | --- | -- | -- | - | - | - | --------- | ------ |
| Број домаћинстава | 64 | 80 | 74 | 104 | 68 | 49 | 8 | 3 | 2 | 1         | 3,54   |

| Пол    | Укупно | Неожењен/Неудата | Ожењен/Удата | Удовац/Удовица | Разведен/Разведена | Непознато |
| ------ | ------ | ---------------- | ------------ | -------------- | ------------------ | --------- |
| Мушки  | 662    | 209              | 408          | 28             | 13                 | 4         |
| Женски | 663    | 110              | 411          | 120            | 21                 | 1         |
| УКУПНО | 1.325  | 319              | 819          | 148            | 34                 | 5         |

| Пол    | Укупно                    | Пољопривреда, лов и шумарство | Рибарство                            | Вађење руде и камена | Прерађивачка индустрија       |
| ------ | ------------------------- | ----------------------------- | ------------------------------------ | -------------------- | ----------------------------- |
| Мушки  | 306                       | 53                            | 0                                    | 1                    | 84                            |
| Женски | 124                       | 21                            | 0                                    | 0                    | 44                            |
| Укупно | 430                       | 74                            | 0                                    | 1                    | 128                           |
|        |                           |                               |                                      |                      |                               |
| Пол    | Производња и снабдевање   | Грађевинарство                | Трговина                             | Хотели и ресторани   | Саобраћај, складиштење и везе |
| Мушки  | 7                         | 10                            | 19                                   | 3                    | 28                            |
| Женски | 0                         | 1                             | 17                                   | 3                    | 1                             |
| Укупно | 7                         | 11                            | 36                                   | 6                    | 29                            |
|        |                           |                               |                                      |                      |                               |
| Пол    | Финансијско посредовање   | Некретнине                    | Државна управа и одбрана             | Образовање           | Здравствени и социјални рад   |
| Мушки  | 1                         | 1                             | 20                                   | 1                    | 1                             |
| Женски | 1                         | 2                             | 2                                    | 9                    | 8                             |
| Укупно | 2                         | 3                             | 22                                   | 10                   | 9                             |
|        |                           |                               |                                      |                      |                               |
| Пол    | Остале услужне активности | Приватна домаћинства          | Екстериторијалне организације и тела | Непознато            | Непознато                     |
| Мушки  | 3                         | 0                             | 0                                    | 74                   | 74                            |
| Женски | 3                         | 0                             | 0                                    | 12                   | 12                            |
| Укупно | 6                         | 0                             | 0                                    | 86                   | 86                            |